# Ecdytolopha
Ecdytolopha es un género de polillas tortrícidas, categorizado en la tribu Grapholitini, de la subfamilia Olethreutinae. Fue descrito por Philipp Christoph Zeller en 1875.

## Especies
- Ecdytolopha beckeri Adamski & Brown, 2001
- Ecdytolopha coloradana Adamski & Brown, 2001
- Ecdytolopha exploramae Adamski & Brown, 2001
- Ecdytolopha holodesma (Walsingham, 1914)
- Ecdytolopha insiticiana Zeller, 1875
- Ecdytolopha leonana Adamski & Brown, 2001
- Ecdytolopha mana (Kearfott, 1907)
- Ecdytolopha occidentana Adamski & Brown, 2001
- Ecdytolopha ricana Adamski & Brown, 2001
- Ecdytolopha sinaloana Adamski & Brown, 2001